# فرودگاه لگنیکا
فرودگاه لگنیکا (به انگلیسی: Legnica Airport) (به زبان بومی: Port Lotniczy Legnica) یک فرودگاه همگانی مسافربری است که یک باند فرود بتن دارد و طول باند آن ۱۶۰۰ متر است. این فرودگاه در شهر لگنیتسا کشور لهستان قرار دارد .